# Принцесса и королева
«Принцесса и королева, или Чёрные и зелёные» (англ. The Princess and the Queen, or, the Blacks and the Greens) — повесть в жанре фэнтези американского писателя Джорджа Р. Р. Мартина, опубликованная в 2013 году. Изначально создавалась как часть иллюстрированного путеводителя «Мир льда и пламени», но стала самостоятельным произведением. Сюжет повести в расширенном виде лёг в основу книги «Пламя и кровь», по которой снят сериал «Дом Дракона».

## Сюжет
Действие повести происходит на вымышленном континенте Вестерос за 170 лет до начала действия Игры престолов. Это эпоха гражданской войны, известной как Пляска Драконов. Повесть рассказывает об истоках и ходе конфликта, в котором за Железный Трон боролись старший ребёнок короля Визериса I, дочь Рейенира, родившаяся в первом браке, и старший сын короля Эйегон, родившийся от второй жены, Алисент Хайтауэр. Весь Вестерос раскололся на два лагеря, «чёрных» и «зелёных» соответственно.
Война велась крайне ожесточённо, причём её уникальной особенностью стали схватки драконов с разными представителями правящей династии в качестве наездников. В боях погибли многие Таргариены и представители других великих домов.
По словам самого Мартина, одним из источников сюжетного материала для него стала история гражданской войны в Англии XII века, когда за престол боролись дочь короля Генриха I Боклерка Матильда и его племянник Стефан.

## Создание и оценки
Изначально Мартин написал историю Пляски Драконов для «Мира льда и пламени» — иллюстрированного путеводителя по той вселенной, в которой происходит действие его романов. Постепенно он понял, что эта часть книги получается слишком подробной и не вписывается в заранее предусмотренный формат. Тогда он вычленил текст и создал отдельную повесть, которую опубликовал в 2013 году в антологии «Смертельно опасны» (изначально предполагалась публикация очередной повести о Дунке и Эгге). Повесть создана в жанре псевдоисторической хроники, авторство которой приписано вымышленному архимейстеру Гильдейну. Позже на её основе Мартин создал большую книгу «Пламя и кровь».
Обозреватель Entertainment Weekly назвал «Принцессу и королеву» «великолепной демонстрацией способности Мартина драматизировать скользкие сложности власти: как зло порождает героизм, как герои становятся злодеями». Повесть была номинирована на премию Locus Award 2014 года.
Описанные в «Принцессе и королеве» события показаны в телесериале «Дом Дракона», первый сезон которого вышел на экраны в 2022 году.